# In a Monastery Garden
In a Monastery Garden är ett stycke för orkester av den brittiske tonsättaren Albert W. Ketèlbey.
Ketèlbey beskriver själv sitt karaktärsstycke ("Characteristic Intermezzo") med orden:
| ” | Det första temat är en poets dröm i klosterträdgårdens tystnad, omgiven av skönhet, den lugna fridfulla atmosfären, de lummiga träden och de sjungande fåglarna. Det andra temat, i moll, uttrycker en mer ’personlig’ underton av sorg, bön och ånger. Nu hörs munkarna sjunga ’Kyrie Eleison’, orgeln spelar och kyrkklockan slår. Det första temat hörs nu svagare, mer eteriskt och avlägset. Munkarnas sång hörs på nytt – den blir starkare och mer uppfordrande och för stycket mot ett glödande, jublande slut. (The first theme represents a poet's reverie in the quietude of the monastery garden amidst beautiful surroundings - the calm serene atmosphere - the leafy trees and the singing birds. The second theme in the minor expresses the more 'personal' note of sadness, of appeal and contrition. Presently, the monks are heard chanting the "Kyrie Eleison" with the organ playing and the chapel bell ringing. The first theme is now heard in a quieter manner as if it had become more ethereal and distant; the singing of the monks is again heard - it becomes louder and more insistent, bringing the piece to a conclusion in a glow of exultation.) | „ |

År 1921 publicerade Ketèlbey musiken med en text han skrivit själv och genom sångare som Hubert Eisdell och Peter Dawson fick musiken stor spridning. År 1953 spelade Ronnie Ronalde in musiken och visslade melodin och färgade atmosfären med diverse fågelläten, något som fick en efterföljare i Jan Lindblads inspelning.

## Inspelningar i urval
- Hubert Eisdell (sång) 1922[3]
- Peter Dawson (sång) 1933[4]
- Richard Crooks (sång) 1944[5]
- Ronnie Ronalde (vissling) 1953[6]
- Rolf Björling (sång) 1961[7]
- Sånggruppen Visavi och Arne Lamberth (trumpet) 1972[8]
- Sven Erik Vikström (sång) 1977 med svensk text I en klosterträdgård av signaturen ”Ninita” (Ingrid Reuterskiöld)[9]
- Jan Lindblad (vissling) 1978[10]